# Caeparia crenulata
Caeparia crenulata är en kackerlacksart som först beskrevs av Bruijning 1948.  Caeparia crenulata ingår i släktet Caeparia och familjen jättekackerlackor. Inga underarter finns listade.